# Shaun Nua

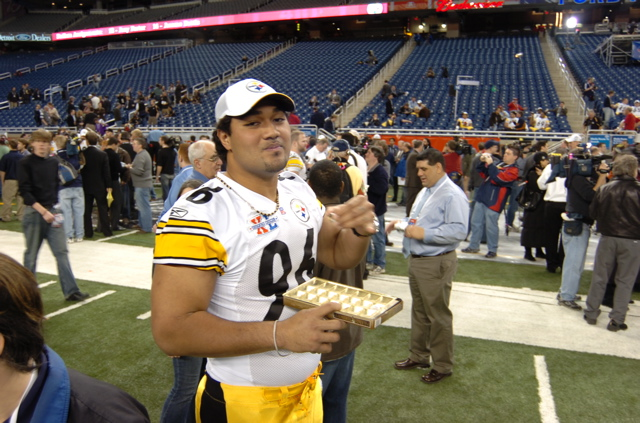
Imagem do jogador de futebol americano estadunidense Shaun Nua.

Shaun Nua é um jogador profissional de futebol americano estadunidense que foi campeão da temporada de 2005 da National Football League jogando pelo Pittsburgh Steelers.